# سید جواد غفاری
سید جواد غفاری، معروف به «قصاب داعشی ها» و «قصاب حلب» نظامی ایرانی است که به عنوان سومین فرمانده نیروهای ایرانی در سوریه از آغاز بحران در این کشور فعالیت می‌کرد. او ابتدا به عنوان یکی از فرماندهان قرارگاه دمشق، کار خود را شروع کرد و سپس فرماندهی قرارگاه حلب را به‌عهده گرفت و فرمانده نیروهای مستشاری ایرانی و هم‌پیمانان ایران، مثل حزب‌الله لبنان و فاطمیون در سوریه بود.

## زندگی
طبق برخی منابع، نام اصلی وی «احمد مدنی» است. برخی منابع نیز او را با نام اصلی «غفار باقری اسفندرونی» نام برده‌اند. وزارت خزانه‌داری آمریکا نیز نام واقعی او را «جواد غفار احدی» اعلام کرده.
سیدجواد غفاری، که از او با عنوان «سَرتیپ احمد مدنی» نیز نام برده شده است، از فرماندهان قدیمی جنگ ایران و عراق است که در سال ۱۳۹۳ به حکم قاسم سلیمانی به سوریه رفت و فرمانده نیروهای سپاه در شمال سوریه شد. پایگاه او در جنوب شرقی شهر حلب، در پیشرفت‌های نیروهای طرفدار اسد در مقابله با مخالفان بشار اسد نقش داشت. در مهر ۱۳۹۴، پس از کشته شدن حسین همدانی، غفاری فرمانده نیروهای سپاه پاسداران در سوریه شد. او تحت نظارت سلیمانی کار می‌کرد.

## فعالیت در نیروی قدس

### جنگ داخلی سوریه
بعد از شروع بحران سوریه، چند ماه بعد از آنکه این مسئله وجهه نظامی پیدا کرد و جنگ شروع شد، اولین فرمانده نیروهای مستشاری ایران، سردار حسین همدانی بود. همدانی دی ماه ۱۳۹۰ به عنوان فرمانده گروه مستشاری منصوب شد و ۲ سال فرمانده بود. درحالی که دمشق در خطر جدی سقوط قرار داشت، بعد از ۲ سال مأموریتش تمام شد و سردار اسدی به جای او سرکار آمد. اسدی هم ۲ سال (یعنی از ۱۳۹۲ تا اواخر ۱۳۹۴) و تا زمان آزادسازی نبل و الزهرا فرمانده بود و سپس مأموریت او هم تمام شد.
در بهمن ماه ۱۳۹۴ و بعد از آزادسازی نبل و الزهراء، مأموریت اسدی هم به اتمام رسید و مأموریت جواد غفاری شروع شد. او فرمانده گروه مستشاری ایران شد. غفاری از اواخر ۱۳۹۴ فرمانده بود و بیش از حسین همدانی و محمدجعفر اسدی مأموریتش ادامه پیدا کرد. مأموریت‌هایی همچون آزادسازی حلب، آزادسازی دیرالزور و المیادین و بوکمال و شکست داعش، حضور در مرز عراق و سوریه و حضور در مرز سوریه و اردن تحولاتی بود که در این دوران انجام گرفت و در اواخر سال ۹۸ قرار بر این شد که اوایل ۱۳۹۹ مأموریت غفاری تمام شود اما چون قاسم سلیمانی، در دی‌ماه ۱۳۹۸ ترور شد، مسئله جابه‌جایی او به تعویق افتاد. بعد از یک سال و نیم به‌دلیل اینکه اوضاع تثبیت شد، قرار شد تا این طرح تحول انجام بگیرد. غفاری جزو اولین مستشاران ایرانی بود که وارد بحران سوریه و دمشق شد، و چون نیروهای حزب‌الله در آن منطقه بودند، با آنها کار کرد.
قاسم سلیمانی با توجه به اهمیت حلب به او پیشنهاد داد که قرارگاه حلب را راه‌اندازی کنند. غفاری و تیمش از حوزه دمشق به حلب منتقل شدند و عملیات آزادسازی جاده خناسر به حلب طراحی شد و در حلب مستقر شدند و در بهمن ماه ۱۳۹۴ فرماندهی قرارگاه حلب را به‌عهده گرفت. غفاری بعد از آن در سال ۱۳۹۴ فرمانده‌کل نیروهای مستشاری شد.

## حملات پهپادی به اسرائیل
مطبوعات اسرائیل اعلام کردند که اسرائیل در شب ۳ شهریور ۱۳۹۸ حمله‌ای را علیه سپاه قدس ایران که در حال آماده‌سازی برای عملیات علیه اسرائیل در روستای اکرابا در نزدیکی دمشق بودند، انجام داد. پس از آن، بنیامین نتانیاهو، نخست‌وزیر اسرائیل، مدعی شد که هدف از این حمله «نشان دادن این است که ایران در هیچ‌کجا دست نخورده نیست»
سخنگوی ارتش اسرائیل اعلام کرد که با این حملات تلاش ایران برای انجام عملیات با پهپادهای انتحاری در داخل اسرائیل خنثی شده است. در پستی در اکس (توییتر سابق) فارسی نیروی دفاعی اسرائیل، فرماندهی این حمله را «سردار سرتیپ جواد غفاری» که مستقیماً تحت فرماندهی فرمانده سپاه قدس، قاسم سلیمانی بود انجام داده است.
قاسم سلیمانی، فرمانده سپاه قدس و در رتبه بعدی جواد غفاری، «فرمانده نیروهای ایرانی در سوریه» بود. دو نفر از اعضای حزب‌الله به نام‌های یاسر احمد دهر و حسن یوسف تحت عنوان تیم حمله در رتبه‌های پایین‌تر از آنها قرار داشتند. این دو تن از اعضای ارشد حزب‌الله و دو نفر دیگر که استفاده از هواپیماهای بدون سرنشین در ایران آموزش دیده بودند، در شب ۳۱ مرداد تا ۱ شهریور سعی کردند پهپادهای انفجاری را از منطقه آرانا سوریه به داخل خاک اسرائیل پرتاب کنند و در مسیرشان مورد حمله قرار گرفتند. یک تلاش دیگر برای پرتاب نیز در ۲ شهریور ۱۳۹۸ انجام گرفت. یاسر احمد و حسن یوسف که گفته می‌شد برای حمله به اسرائیل با هواپیماهای بدون سرنشین آماده می‌شدند نیز در حملات شب ۳ شهریور اسرائیل در نزدیکی دمشق کشته شدند.
آویچای آدرایی، سخنگوی ارتش اسرائیل در توییتی که در حساب کاربری شخصی خود در توییتر منتشر کرد، گفت که جواد غفاری از نزدیک آموزش پرواز پهپاد دو عضو حزب‌الله لبنان را دنبال می‌کند.

## حمله به نیروهای آمریکایی
به گزارش الحدث، غفاری شماری از حمله‌های صورت گرفته علیه آمریکا را از خاک سوریه انجام داده است که برخی بسیار خطرناک بودند و می‌توانستند باعث جنگی ناخواسته در منطقه بشوند. مانند حمله روز ۲۰ اکتبر به نیروهای آمریکایی.

## انجام ترور در خارج از ایران
معاونت عملیات ویژه سپاه پاسداران انقلاب اسلامی در دوره غفاری، چند ترور ناموفق در خارج از کشور انجام داد که مهم‌ترین‌شان، توطئه ترور شهروندان اسرائیلی در خاک ترکیه بود.
بنا به گزارش ایران اینترنشنال، به استناد از یک مقام ناشناس ارشد پیشین سپاه پاسداران، جواد غفاری، از فرماندهان نیروی قدس سپاه، در آبان‌ماه ۱۴۰۰ به ریاست عملیات «ترکیه» گمارده شد.
مقامات امنیتی همان موقع گفتند در ماه‌های ژوئن و ژوئیه، موساد، «سازمان اطلاعات و عملیات ویژهٔ اسرائیل» و همتایان محلی‌اش موفق شدند چندین حملهٔ ایران به غیرنظامیان اسرائیلی در استانبول را دفع کنند. گفته می‌شد مأموران ایرانی برای انتقام از ترور چندین افسر ارشد ایرانی که توسط اسرائیل انجام شده بود، آمادهٔ ربایش و ترور اسرائیلی‌ها در استانبول بودند. در گزارش نیز آمده که غفاری پس از بازگشت به ایران، به معاونت فرمانده سازمان اطلاعات و عملیات ویژهٔ سپاه پاسداران منصوب شد، و در این مقام شماری حمله‌های ناموفق علیه شهروندان اسرائیلی صورت داد.

## تحریم‌ها
غفاری در ۲۸ شهریور ۱۴۰۳ توسط وزارت خزانه داری آمریکا تحریم شد. او در آن زمان مسئول واحد ۴۰۰۰ سپاه پاسداران که معاونت ویژه سازمان اطلاعات سپاه است، بود. جواد غفاری که وزارت خزانه‌داری آمریکا نام اصلی او را «جواد غفار احدی» اعلام کرده، از زمان آغاز جنگ ۲۰۲۳ حماس و اسرائیل، توان خود واحد ۴۰۰۰ را در اختیار نیروهای موسوم به جبهه مقاومت در منطقه قرار دادند. او مسئول شبکه قاچاق سلاح به کرانه باختری بود که اوایل فروردین ماه ۱۴۰۳ ارتش اسرائیل وی را شناسایی کرد.